# Hydrophyllum macrophyllum
Espèce
Hydrophyllum macrophyllum, est une espèce de plantes de la famille des Hydrophyllaceae.